# Coleocephalocereus buxbaumianus
Coleocephalocereus buxbaumianus es una especie de planta suculenta perteneciente al género Coleocephalocereus, dentro de la familia Cactaceae. Es endémica del sudeste de Brasil.

## Descripción

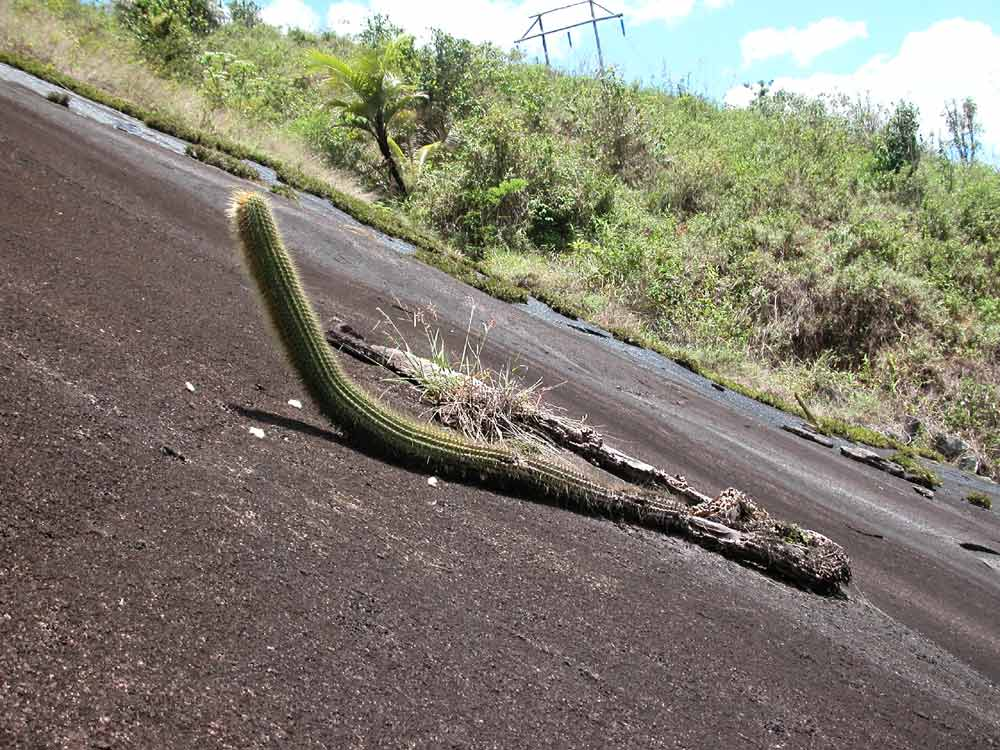
Vista de la planta

Coleocephalocereus buxbaumianus es una especie de cactus que crece de forma extendida a erecta, con tallos de color verde oscuro y alcanza alturas de 1 a 2 m con diámetros de 11 cm. 
Presenta 18 costillas con muescas, sobre las que se asientan las areolas. En ellas se distinguen de 4 a 9 espinas centrales curvadas, son de color amarillo a blanco amarillento y miden hasta 10 cm de largo. También hay de 9 a 18 espinas radiales delgadas, flexibles y de color amarillo, con una longitud de 1 a 11 cm. 
Las flores tienen forma de campana y se abren por la noche. Son de color blanco verdoso a blanco y miden hasta 7,5 cm de largo, con un diámetro de 3 a 4 cm. Nacen en una estructura lanosa llamada cefalio que aparece lateralmente. Éste puede medir hasta 9 cm de ancho, está formado por lana de color crema y tiene cerdas marrones de hasta 6 cm de largo.

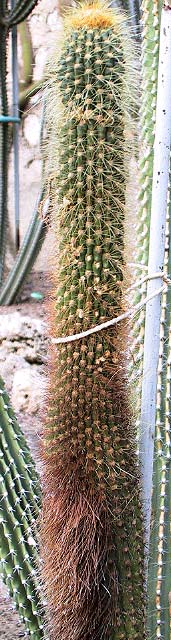
En cultivo

Los frutos van de color rojo azulado a ligeramente púrpura y alcanzan un diámetro de 2 cm y hasta 3,5 cm de largo.

## Distribución y hábitat
El área de distribución nativa de esta especie es el este de Brasil (concretamente en el Sur de Bahía y el estado de Minas Gerais) y crece principalmente en el bioma tropical estacionalmente seco.

## Taxonomía
Coleocephalocereus buxbaumianus fue descrita por el botánico neerlandés Albert Frederik Hendrik Buining y publicada por primera vez en la revista científica Succulenta (Netherlands) 53: 28 en el año 1974.
Etimología
- Coleocephalocereus: nombre genérico que proviene de las palabras griegas koleos (que significa "vaina"), y cephalé (que significa "cabeza", en alusión a la estructura lanosa llamada cefalio donde nacen sus flores), y de la palabra latina cereus (que se traduce como "vela" o "cirio"), haciendo alusión a su forma alargada perfectamente recta. También puede hacer referencia al género Cereus, por lo que se traduciría como "cereus con cabeza o cefalio en forma de vaina".
- buxbaumianus: epíteto específico otorgado en honor del botánico austríaco Franz Buxbaum.[5]

### Subespecies
Actualmente se distinguen dos subespecies:
| Imagen | Subespecie                                                                    | Descripción | Distribución                                 |
| ------ | ----------------------------------------------------------------------------- | --- | -------------------------------------------- |
|        | Coleocephalocereus buxbaumianus subespecie buxbaumianus                       | Espinas más cortas y de color amarillo poco brillante. Raramente supera 1 m de altura y tiene frutos de color rojo a morado.                                                                                              | Este de Brasil (sur de Bahía y Minas Gerais) |
|        | Coleocephalocereus buxbaumianus subsp. flavisetus (F.Ritter) NPTaylor & Zappi | Se caracteriza por tener espinas más largas y a menudo más brillantes y amarillentas, de ahí su nombre flavisetus, que significa "con espinas amarillas". Mide más de 1 m de altura y tiene frutos de color rojo azulado. | Sudeste de Brasil (Minas Gerais)             |

Sinonimia
- Sinónimos de Coleocephalocereus buxbaumianus subsp. buxbaumianus: (no tiene)
- Sinónimos de Coleocephalocereus buxbaumianus subsp. flavisetus:
  - Coleocephalocereus estevesii Diers (1978)
  - Coleocephalocereus flavisetus F.Ritter (1979)

## Estado de conservación
En la Lista Roja de Especies Amenazadas de la UICN, la especie está clasificada como “En Peligro (EN)”.

## Usos
Se cultiva principalmente como planta ornamental y su propagación se realiza a través de esquejes o semillas.

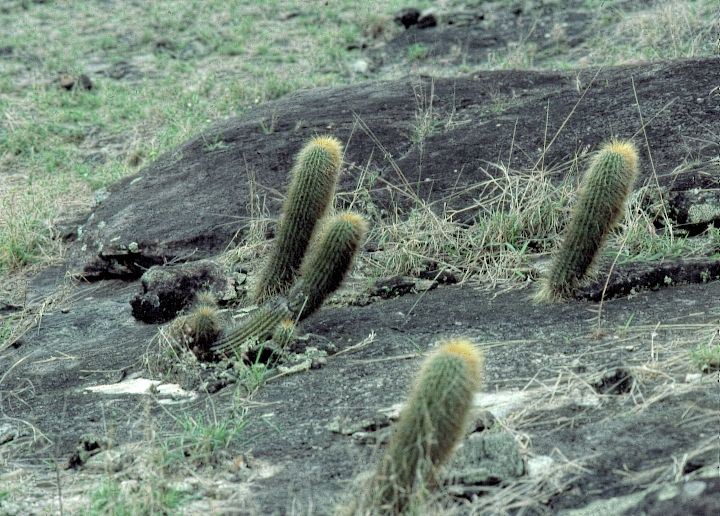
En su hábitat